# Dziurdziewo (gromada)
Dziurdziewo (od 30 IX 1971 Rogóż) – dawna gromada, czyli najmniejsza jednostka podziału terytorialnego Polskiej Rzeczypospolitej Ludowej w latach 1954–1972.
Gromady, z gromadzkimi radami narodowymi (GRN) jako organami władzy najniższego stopnia na wsi, funkcjonowały od reformy reorganizującej administrację wiejską przeprowadzonej jesienią 1954 do momentu ich zniesienia z dniem 1 stycznia 1973, tym samym wypierając organizację gminną w latach 1954–1972.
Gromadę Dziurdziewo z siedzibą GRN w Dziurdziewie utworzono – jako jedną z 8759 gromad na obszarze Polski – w powiecie nidzickim w woj. olsztyńskim na mocy uchwały nr 19 WRN w Olsztynie z dnia 4 października 1954. W skład jednostki weszły obszary dotychczasowych gromad Dziurdziewo, Rogóż i Wierzbowo ze zniesionej gminy Szkotowo oraz obszar dotychczasowej gromady Sławka Wielka ze zniesionej gminy Kozłowo w tymże powiecie. Dla gromady ustalono 10 członków gromadzkiej rady narodowej.
1 stycznia 1960 do gromady Dziurdziewo włączono wsie Sławka Mała i Łysakowo oraz kolonię Łączki ze zniesionej gromady Łysakowo w tymże powiecie.
31 grudnia 1961 do gromady Dziurdziewo włączono wieś Kamionka ze zniesionej gromady Gardyny w tymże powiecie.
30 września 1971 gromadę Dziurdziewo zniesiono przez przeniesienie siedziby GRN z Dziurdziewa do Rogóża i zmianę nazwy jednostki na gromada Rogóż.